# شعبان الشامي
شعبان الشامي (1953 - 11 مايو 2025) هو قاض مصري ورئيس محكمة جنايات القاهرة سابقا، لقبه أنصار جماعة الإخوان المسلمين بقاضي الإعدامات نظراً لكثرة أحكامه على الجماعة، وقد تجاوزت أكثر من 176 حكم بين الإعدام والمؤبد.

## حياته
شعبان عبد الرحمن محمد الشامي ولد سنة 1953، تخرج الشامي في كلية الحقوق جامعة عين شمس عام 1975، عُيّن معاوناً للنيابة في العام التالي سنة 1976، رُقي إلى منصب رئيس نيابة سنة 1981، انتقل بعدها للعمل في سلك القضاء بالمحاكم الابتدائية، قبل أن يعود لاحقاً للنيابة العامة رئيساً لنيابة شمال القاهرة، التحق بمحاكم الاستئناف، واستقر عمله بمحاكم الجنايات منذ عام 2002 حتى وفاته.

## مسيرته
- بعد تخرجه عُيّن معاوناً للنيابة سنة 1976.
- رُقي بعدها إلى منصب رئيس نيابة سنة 1981.
- انتقل بعدها للعمل في سلك القضاء بالمحاكم الابتدائية، قبل أن يعود لاحقاً للنيابة العامة رئيساً لنيابة شمال القاهرة.
- التحق بمحاكم الاستئناف بعدها.
- استقر عمله بمحاكم الجنايات منذ عام 2002 حتى وفاته.

### قضايا حكم فيها
- كانت بداية المسيرة أسندت إليه قضايا بالغة الأهمية، منها تولى التحقيق في قضية انتفاضة الخبز سنة 1977[18] عرفت بثورة الجياع وعُرفت إعلامياً بتسمية أنور السادات لها بـ«ثورة الحرامية».[19][20]
- باشر التحقيق في قضية الفتنة الطائفية بالزاوية الحمراء سنة 1981[21]، إلى جانب حادث كنيسة مسرة في شبرا سنة 1981[22]، ألقى عناصر من جماعات دينية متشددة قنبلة على الكنيسة، تحقيقه في وقائع التوتر الطائفي في مركز شرطة سنورس بمحافظة الفيوم.[23]
- يعد الشامي من أوائل القضاة الذين اعتمدوا على الحاسب الآلي سنة 1994 في توثيق العمل القضائي إلى استخدام التكنولوجيا داخل قاعات المحاكم[24]، أدخل نظام الحوسبة الإلكترونية لحفظ القضايا والأحكام التي شارك فيها.[25]
- يعد الشامي أحد أشهر قضاة مصر في السنوات الأخيرة بعد ثورتي 25 يناير و30 يونيو[26]، بسبب محاكمات رموز نظام مبارك وجماعة الإخوان المسلمون.[27]
- صاحب حكم الإعدام بحق رئيس الجمهورية السابق محمد مرسي[28][29]، وهو أول حكم بإعدام رئيس مصري سابق[30]، كما تولى محاكمة الرئيس الأسبق محمد حسني مبارك في قضية الكسب غير المشروع.[28][31]